# Takad
Takad (arab. ‏تقاد‎) – miejscowość w Syrii, w muhafazie Aleppo. W 2004 roku liczyła 2503 mieszkańców.